# Мария Рохо
Мария де Лурдес Рохо и Инчаустеги (на испански: María de Lourdes Rojo e Incháustegui), известна като Мария Рохо (на испански: María Rojo) е водеща мексиканска актриса, политик и държавен служител, член на Националното движение за възстановяване. В периода 2006 – 2012 г. е сенатор в Конгреса на Съюза.

## Биография
Мария де Лурдес Рохо и Инчаустеги е дъщеря на Роберто Рохо, инженер-агроном, и Агеда Инчаустеги, учителка. За детството си си спомня, че е била нервна и страдала от дислексия, което ѝ носи личностни проблеми и несигурност, но скоро разкрива артистичните си способности. Мария Рохо започва своята артистична кариера на осемгодишна възраст, когато е избрана на кастинг за участие в програмата Fantastic Theatre, където играе момичето Сикирита. През 1955 г., на дванадесетгодишна възраст, тя дебютира в първата си пиеса Лошо семе, същата година участва в пиесата Разглеждане на мъртвите. Започва филмовата си кариера на тринадесетгодишна възраст с филма Забранени целувки през 1956 г. Първата теленовела, в която участва, е Учителят Валдес от 1962 г., където си партнира с актьорите Франсиско Хамбрина и Енрике Лисалде. По-късно учи драматично изкуство във Веракрузския университет.
Мария Рохо развива ползотворна кариера, която надхвърля 50 години. Участва в различни филми като Изключеният (1975), режисиран от Фелипе Касалс, вдъхновен от творчеството на писателя Хосе Ревуелтас, където играе заедно със Салвадор Санчес, Делия Касанова, Хосе Карлос Руис, Мануел Охеда, също през 1976 г. участва във филма Покианчиите заедно с Диана Брачо. Един от най-силните ѝ филми съдържа една от двете най-явни сексуални сцени в мексиканското кино - Домашна работа (1990), къдено си партнира с Хосе Алонсо, еротична комедия, режисирана от Хайме Умберто Ермосийо, където двойка съпрузи се преструват, че не са се виждали от години, като начин за иновация на ежедневното си сексуално съжителство; Червена зора (1989), режисиран от Хорхе Фонс, където играе заедно с Ектор Бония, Хорхе Феган, Демян Бичир, Бруно Бичир, Едуардо Паломо, който разказва драмата, преживяна от наемателите, обитаващи сградите около Площада на Трите култури в Тлателолко, Федерален окръг; Дансон (1991), режисиран от Мария Новаро, където Мария играе ролята на телефонистка, която решава да отиде до пристанището на Веракрус, за да търси Кармело, нейния танцов партньор, партнирайки си с Кармен Салинас, Бланка Гера.
Сред най-популярните теленовели, в които участва, са Живеем на звезда (1963), Клетниците (1973), Ела с мен (1975), Когато дойде любовта (1990), Запален факел (1996), Все още те обичам (1996-1997), Любовта на живота ми (1998-1999), Тъмна орис (2003-2004), Пробуждане (2005-2006), Утре и завинаги (2008-2009), Непокорно сърце (2009-2010) и други.
През 2014 г. се завръща към жанра на теленовелата, като взима участие в продукцията До края на света.

## Политика
Мария Рохо е заемала длъжността федерален депутат в Законодателната власт, позиция, чрез която е насърчавала различни закони в полза на мексиканското кино, а също и местен депутат в Законодателното събрание на Федералния окръг през периода 2003 - 2006 г. Между 2006 г. и 2012 г. е сенатор в Конгреса на Съюза и председател на комисията по култура към Сената. Мария Рохо е заемала и ръководен пост в делегацията на Койоакан между 2000 и 2003 г.

## Филмография

### Кино
Мария Рохо участва в повече от 80 филма, сред които:
- Las horas contigo (2015) .... Хулиета
- La dictadura perfecta (2014) .... Доня Чоле
- El crimen del Cácaro Gumaro (2014)
- El infierno (2010) .... Доня Мария Рейес
- Todos hemos pecado (2008)
- Nadie te oye: Perfume de violetas (2001) .... Майката на Йесика
- Crónica de un desayuno (1999) .... Лус Мария
- Salón México (1996) .... Мерседес
- La tarea (1991) .... Вирхиния/Мария
- Danzón (1991) .... Хулия Солорсано
- Rojo amanecer (1989) .... Алисия
- Día de muertos (1988)
- Rompe el alba (1988) .... Мария
- Greene, los caminos del poder y la gloria (1987)
- Zapata en Chinameca (1987)
- Los confines (1987)
- Robachicos (1986)
- Astucia (1986)
- Las inocentes (1986)
- María de mi corazón (1979) .... Мария Торес Лопес
- Las Poquianchis (1976) .... Лупе
- El apando (1975) .... Мече
- Lo mejor de Teresa (1974) .... Кармен
- Los cachorros (1973)
- El castillo de la pureza (1973)
- Los recuerdos del porvenir (1969)
- Besos prohibidos (1956)

### Телевизия
Мария Рохо участва в над 40 телевизионни продукции, сред които:
- Изгрев (2025) .... Пруденсия Моралес
- Моето богатство е да те обичам (2022) .... Маргарита Домингес Негрете (#2)
- До края на света (2014-2015) .... Гуадалупе Санчес Гереро (#1)
- Непокорно сърце (2009-2010) .... Клеменсия
- Утре и завинаги (2008-2009) .... Соледад Крус вдовица де Хуарес
- Пробуждане (2005-2006) .... Виктория Мансера и Овиедо вдовица де Валдес
- Тъмна орис (2003-2004) .... Лукресия Варгас
- Все още те обичам (1996) .... Фелипа
- Запален факел (1996) .... Доня Хосефа Ортис де Домингес
- Когато дойде любовта (1990) .... Роса
- Ние, жените (1981) .... Ана
- Клетниците (1973) .... Епонин
- El profesor Valdez (1962)

### Театър
- Made in Mexico (2016)
- El chófer y la señora Daisy
- La tarea
- Cada quien su vida
- Manos arriba
- Fiesta de cumpleaños
- Mala semilla
- La caperucita roja